# 胡道安
胡道安（368年—409年），淮南郡人，刘宋宋武帝刘裕登基前的妾室，被刘裕赐死。

## 生平
胡道安出身貧微，義熙初年（405年）劉裕收她為妾，義熙三年在京口给刘裕生了第三子劉義隆，時年她已近四十歲。義熙五年，她被劉裕受谴赐死，史书未记载原因。胡道安終年四十二歲。葬在丹徒。
劉裕即位後追贈她為婕妤。劉義隆即位後，追尊生母為章皇太后，墓曰熙寧陵，並為之立廟於京師。封她的侄子胡元庆为奉朝請。

## 亲属
胡元庆，胡道安兄长的儿子，为奉朝請。

## 延伸阅读
[在维基数据编辑]
 《南史·卷11》，出自李延壽《南史》